# لوکوموتیوران (فیلم ۱۹۵۶)
لوکوموتیوران (ایتالیایی: Il Ferroviere به معنی مرد راه‌آهن) فیلمی سیاه و سفید در ژانر درام اجتماعی به کارگردانی پیترو جرمی و به تهیه‌کنندگی کارلو پونتی است که در سال ۱۹۵۶ (۱۳۳۵ خورشیدی) نمایش داده شد.
این فیلم بر اساس فیلمنامه‌ای نوشته پیترو جرمی، آلفردو جانِـتی و لوچانو وینچنزونی ساخته شد که اقتباسی از داستان زندگی‌نامه‌ای "قطار" نوشته  آلفردو جانِـتی بود.
کارلو پونتی تهیه کننده فیلم، قصد داشت از اسپنسر تریسی برای بازی در نقش اصلی استفاده کند که پیترو جرمی تهدید کرد که اگر خودش نقش اصلی را بازی نکند، کنار خواهد رفت و درنهایت نقش به او داده شد. تقریبا صدای همه بازیگران نقش‌های اصلی دوبله شده‌اند و صدای خودشان نیست. 

این فیلم یکی از آثار مهم سینمای نئورئالیسم ایتالیا محسوب میشود.

تبلیغ نمایش فیلم در روزنامه‌ی اطلاعات ۱۸ اردیبهشت ۱۳۵۷

## خلاصه فیلم
آندره‌آ مارکوچی یک لوکوموتیوران میانسال است که به شغل خود عشق میورزد، اما با مشکلات خانوادگی و اقتصادی مواجه است. او درگیر مسائلی مانند بیکاری، فقر و تنشهای خانوادگی میشود و در عین حال، تلاش میکند تا عزت نفس و جایگاه خود را در جامعه حفظ کند. فیلم به بررسی روابط انسانی، تعهدات شغلی و بحرانهای اخلاقی میپردازد.

## بازیگران
- پیترو جرمی در نقش آندره‌آ مارکوچی
- لویسا دلا نوکه در نقش سارا مارکوچی
- سیلوا کوشچینا
- سارو اورزی
- ریکاردو گرونه
- آمدئو تریلی
- رناتو ترا
- لیلیا لاندی
- آنتونیو آکوآ
- فرانکو فانتازیا
- ادواردو نوولا
- کارلو جوفره
- رناتو اسپزیالی

## نمایش فیلم در ایران
فیلم لوکوموتیوران در تاریخ سه‌شنبه ۱۹ اردیبهشت ۱۳۵۷ خورشیدی در سینما سینه‌موند تهران به نمایش درآمد . این فیلم جایگزین فیلم مرد آواره  (به انگلیسی: Rachel's Man) به کارگردانی موشه میزراهی در سینما سینه‌موند شد .
فیلم لوکوموتیوران، پس از ۵ هفته نمایش، در سینما سینه‌موند، در تاریخ سه‌شنبه ۲۳ خرداد ۱۳۵۷ جای خود را به فیلم گزارش (عباس کیارستمی) داد .
در مورد نمایش نخست این فیلم در ایران، نیازمند به اطلاعات بیشتر است.

## جایزه‌ها
- نامزد جایزه نخل طلا در نهمین جشنواره فیلم کن ۱۹۵۶[۶]

- جایزه OCIC: تقدیر ویژه (Honourable Mention) از سازمان بین‌المللی کاتولیک سینما و سمعی- بصری (به اختصار OCIC) در نهمین جشنواره فیلم کن ۱۹۵۶

- روبان نقره‌ای: بهترین کارگردان، بهترین تهیه‌کننده
- جشنواره بین‌المللی فیلم سن‌سباستین: برنده چهار جایزه‌ی بهترین فیلم، بهترین کارگردانی و بهترین بازیگر نقش اول زن (لویسا دلا نوکه) و صدف طلایی